# Lengefeld (Korbach)
Lengefeld ist ein Stadtteil der Kreisstadt Korbach des nordhessischen Landkreises Waldeck-Frankenberg.

## Geographische Lage
Lengefeld liegt knapp 3 km westsüdwestlich der Korbacher Kernstadt an den Ostausläufern des sauerländischen Teils vom Rheinischen Schiefergebirge. An der Südostgrenze des Naturparks Diemelsee gelegen befindet es sich etwa 1,75 km nördlich des Eisenbergs (562 m ü. NN) auf etwa 375 bis 440 m ü. NN. Durch das Dorf führt die Landesstraße 3083 (Korbach−Eppe). Südlich vorbei fließt die Marbeck. Die frühere Gemeinde Lengefeld hatte eine Fläche von 8,99 km².

## Geschichte

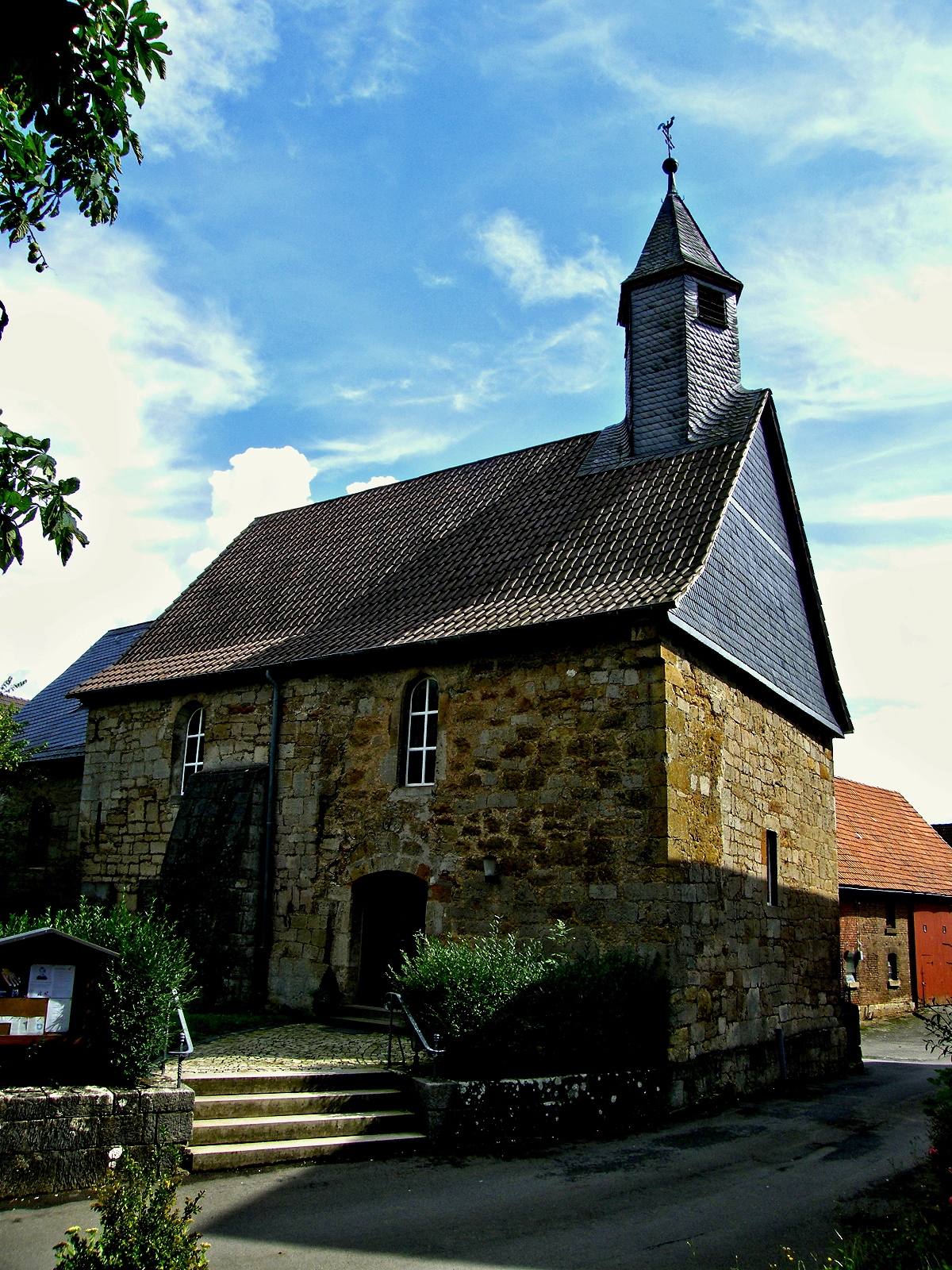
Lengefelder Kirche

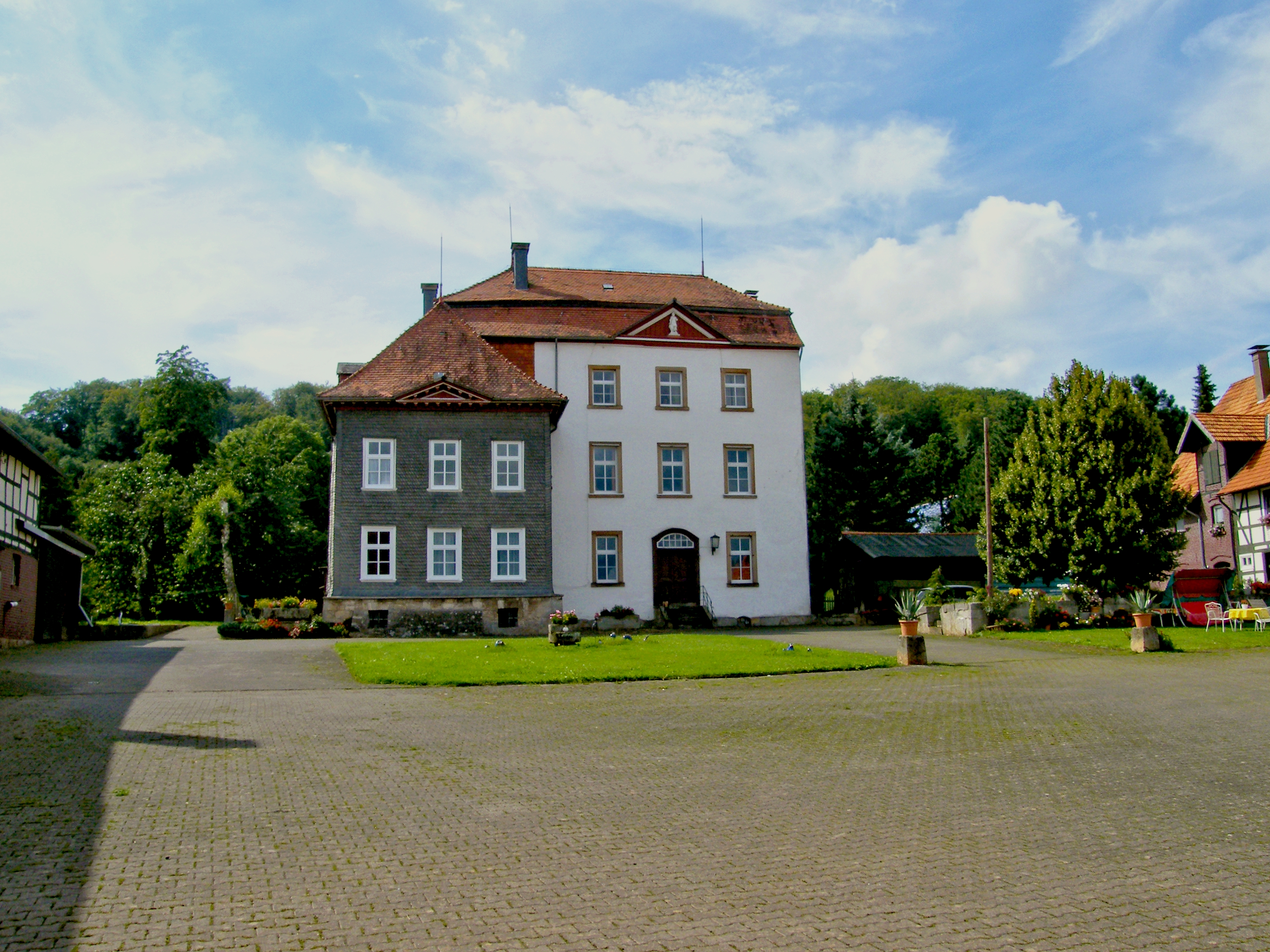
Herrenhaus der ehemaligen Wasserburg

### Ersterwähnung
Das Gebiet des heutigen Lengefeld wurde vermutlich schon um das 8. Jahrhundert besiedelt, worauf der über dem Dorf gelegene Ringwall, der Hünenkeller verweist.
Die älteste bekannte schriftliche Erwähnung von Lengefeld erfolgte unter dem Namen Lenkevelde im Jahr 1036 als Vorwerk des Paderborner Herrenhofes zu Korbach. 1228 wurden die Herren von Lengefeld  urkundlich erwähnt. Ob diese die spätere Wasserburg erbauten, ist nicht gesichert. Die romanische Saalkirche in der Ortsmitte wurde um 1200 erbaut.

### Ringwall Hünenkeller
Von der ovalen karolingisch-ottonische Wallburg sind an der östlichen Seite ein langgezogener Wallgraben sowie ein Mauerrest am südlichen Eingang erhalten. Zusätzlich war bis in jüngerer Zeit eine natürliche Höhle vorhanden, in der einer Volkssage gemäß ursprünglich Hünen wohnten und die Umgebung unsicher machten, woher auch der Name der Anlage stammt.

### Wasserburg
Unterhalb des Hünenkellers liegt eine Hofanlage an Stelle einer 1228 erstmals urkundlich erwähnten Wasserburg. Die früheren Wassergräben sind heute vollständig verfüllt. Im Herrenhaus, von außen nicht erkennbar, verbirgt sich der Stumpf eines quadratischen Wohnturms, der vermutlich aus dem 14./15. Jahrhundert stammt. Er ist besitzt eine Wandstärke von etwa zwei Metern, wurde im 17. Jahrhundert bis auf drei Stockwerke abgetragen und ist im Aussehen dem der Burg Nordenbeck ähnlich. Das Gebäude selbst wurde mehrfach umgebaut und erneuert. Anfang des 19. Jahrhunderts erhielt es einen Fachwerkanbau.

### Hessische Gebietsreform
Im Zuge der Gebietsreform in Hessen wurde die bis dahin selbständige Gemeinde Lengefeld zum 1. Juli 1970 freiwillig ein Stadtteil von Korbach. Im Jahr 2011 begeht der Ort sein 975-jähriges Bestehen. Für Lengefeld, wie für alle eingegliederten ehemals eigenständigen Gemeinden von Korbach, wurden Ortsbezirke mit Ortsbeirat und Ortsvorsteher nach der Hessischen Gemeindeordnung gebildet.

### Verwaltungsgeschichte im Überblick
Die folgende Liste zeigt die Staaten, in denen Lengefeld lag, und deren nachgeordnete Verwaltungseinheiten, denen es unterstand:
- vor 1712: Heiliges Römisches Reich, Grafschaft Waldeck, Amt Eisenberg, Freigrafschaft Korbach
- ab 1712: Heiliges Römisches Reich, Fürstentum Waldeck, Amt Eisenberg
- ab 1806: Fürstentum Waldeck, Amt Eisenberg
- ab 1816: Fürstentum Waldeck, Oberamt des Eisenbergs
- ab 1850: Fürstentum Waldeck-Pyrmont (ab 1848), Kreis des Eisenbergs
- ab 1867: Fürstentum Waldeck-Pyrmont (Akzessionsvertrag mit Preußen), Kreis des Eisenbergs
- ab 1871: Deutsches Reich, Fürstentum Waldeck-Pyrmont, Kreis des Eisenbergs
- ab 1919: Deutsches Reich, Freistaat Waldeck, Kreis des Eisenbergs
- ab 1929: Deutsches Reich, Freistaat Preußen, Provinz Hessen-Nassau, Regierungsbezirk Kassel, Kreis des Eisenbergs
- ab 1942: Deutsches Reich, Freistaat Preußen, Provinz Hessen-Nassau, Landkreis Waldeck
- ab 1944: Deutsches Reich, Freistaat Preußen, Provinz Kurhessen, Landkreis Waldeck
- ab 1945: Deutsches Reich, Amerikanische Besatzungszone, Groß-Hessen, Regierungsbezirk Kassel, Landkreis Waldeck
- ab 1946: Deutsches Reich, Amerikanische Besatzungszone, Hessen, Regierungsbezirk Kassel, Landkreis Waldeck
- ab 1949: Bundesrepublik Deutschland, Hessen, Regierungsbezirk Kassel, Landkreis Waldeck
- ab 1970: Bundesrepublik Deutschland, Hessen, Regierungsbezirk Kassel, Landkreis Waldeck, Stadt Korbach
- ab 1974: Bundesrepublik Deutschland, Hessen, Regierungsbezirk Kassel, Landkreis Waldeck-Frankenberg, Stadt Korbach

### Einwohnerentwicklung
| Quelle: Historisches Ortslexikon |                          |
| • 1541:                          | 6 Häuser                 |
| • 1620:                          | 15 Häuser                |
| • 1650:                          | 15 Häuser                |
| • 1738:                          | 24 Häuser                |
| • 1770:                          | 28 Häuser, 190 Einwohner |

| Lengefeld: Einwohnerzahlen von 1770 bis 2020 | Lengefeld: Einwohnerzahlen von 1770 bis 2020 | Lengefeld: Einwohnerzahlen von 1770 bis 2020 | Lengefeld: Einwohnerzahlen von 1770 bis 2020 | Lengefeld: Einwohnerzahlen von 1770 bis 2020 |
| --- | -------------------------------------------- | -------------------------------------------- | -------------------------------------------- | -------------------------------------------- |
| Jahr |                                              |                                              |                                              | Einwohner                                    |
| 1770 | 1770                                         |                                              | 190                                          | 190                                          |
| 1800 | 1800                                         |                                              | ?                                            | ?                                            |
| 1834 | 1834                                         |                                              | 243                                          | 243                                          |
| 1840 | 1840                                         |                                              | 232                                          | 232                                          |
| 1846 | 1846                                         |                                              | 244                                          | 244                                          |
| 1852 | 1852                                         |                                              | 240                                          | 240                                          |
| 1858 | 1858                                         |                                              | 230                                          | 230                                          |
| 1864 | 1864                                         |                                              | 235                                          | 235                                          |
| 1871 | 1871                                         |                                              | 220                                          | 220                                          |
| 1875 | 1875                                         |                                              | 218                                          | 218                                          |
| 1885 | 1885                                         |                                              | 231                                          | 231                                          |
| 1895 | 1895                                         |                                              | 227                                          | 227                                          |
| 1905 | 1905                                         |                                              | 249                                          | 249                                          |
| 1910 | 1910                                         |                                              | 246                                          | 246                                          |
| 1925 | 1925                                         |                                              | 261                                          | 261                                          |
| 1939 | 1939                                         |                                              | 243                                          | 243                                          |
| 1946 | 1946                                         |                                              | 389                                          | 389                                          |
| 1950 | 1950                                         |                                              | 375                                          | 375                                          |
| 1956 | 1956                                         |                                              | 338                                          | 338                                          |
| 1961 | 1961                                         |                                              | 347                                          | 347                                          |
| 1967 | 1967                                         |                                              | 391                                          | 391                                          |
| 1971 | 1971                                         |                                              | 480                                          | 480                                          |
| 1980 | 1980                                         |                                              | 414                                          | 414                                          |
| 1990 | 1990                                         |                                              | 432                                          | 432                                          |
| 1995 | 1995                                         |                                              | 453                                          | 453                                          |
| 2000 | 2000                                         |                                              | 502                                          | 502                                          |
| 2005 | 2005                                         |                                              | 530                                          | 530                                          |
| 2008 | 2008                                         |                                              | 545                                          | 545                                          |
| 2010 | 2010                                         |                                              | 509                                          | 509                                          |
| 2011 | 2011                                         |                                              | 501                                          | 501                                          |
| 2015 | 2015                                         |                                              | 495                                          | 495                                          |
| 2020 | 2020                                         |                                              | 478                                          | 478                                          |
| Datenquelle: Historisches Gemeindeverzeichnis für Hessen: Die Bevölkerung der Gemeinden 1834 bis 1967. Wiesbaden: Hessisches Statistisches Landesamt, 1968. Weitere Quellen: LAGIS; Stadt Korbach; Zensus 2011 |                                              |                                              |                                              |                                              |

## Religion
Um 1200 wurde eine Romanische Saalkirche mit eingezogenem, quadratischem Chor errichtet, die in den Jahren 1656/57 und 1722 erneuert wurde.
Eine Kapelle ist im Jahr 1375 belegt. Zu dieser Zeit gehörte Lengefeld zur Diözese Paderborn der Kirchenprovinz Mainz.
Die Grafschaft Waldeck führte ab 1526 in ihrem Gebiet die Reformation ein.
Lengefeld war Filialort der Altstadtpfarrei St. Kilian in Korbach und gehört seit 2018 zum Johannesbezirk in Korbach.
Im Jahr 1885 waren von den 227 Einwohnern in Lengefeld 223 evangelisch, was 98,2 % entspricht, vier Einwohner waren katholisch (1,8 %). 1961 wurden 308 evangelische  (88,8 %) und 39 katholische (11,2 %) Christen gezählt.